# 光が丘IMA
光が丘IMA（ひかりがおかイマ）は、東京都練馬区光が丘の都営地下鉄大江戸線光が丘駅に直結する多機能複合型ショッピングセンター。UR都市機構の関連法人である新都市ライフホールディングスが運営する。
練馬区内では最大規模のショッピングセンターとなり、開業当初は「光が丘ライフステーションIMA」と呼称していた。近隣住民は単に「IMA」と呼んでいる。

## 概要
日本住宅公団を中心として、グラントハイツ（旧・成増飛行場）跡地に計画されたニュータウンの光が丘団地は、光が丘IMA開業前の1983年（昭和58年）から入居が始まった。
計画段階で団地の中核となる複合商業施設として光が丘IMA建設は構想され、広大な団地内には近接して鉄道路線が存在せず、光が丘団地への交通アクセスは東武東上線成増駅・営団地下鉄有楽町線営団成増駅（当時）または氷川台駅、西武豊島線豊島園駅などからの路線バスしかなかった。このため、光が丘IMAと同地点に都営12号線の鉄道駅を建設することも予め計画されていた。
1987年（昭和62年）4月24日に現在の中央館が先行開業。1991年（平成3年）12月10日に都営地下鉄大江戸線（当時は都市計画路線名の「都営地下鉄12号線」と呼ばれていた）光が丘駅 - 練馬駅間が開通し、光が丘IMAと光が丘駅が直結された。この光が丘駅の開業翌年に光が丘IMAは増築され、1992年（平成4年）4月17日に東館および南館が開業した。
光が丘IMAは、地下1階～地上7階建ての中央館を中心に、通りを挟んだ住宅低層部の東館と南館で構成され、賃貸面積は約75,000㎡。キーテナントは西友の「リヴィン光が丘店」と「イオン練馬店」で、専門店ゾーン「イマミセ」には衣料・雑貨や食物販、飲食店など150店のテナントが出店する。中央館4階には、多目的ホール「IMAホール」があり、コンサート、寄席など様々な催しに利用されている。こけら落とし公演はサンディー&ザ・サンセッツのコンサートであった。IMAホールは残響が多すぎもせず少なすぎることもないマイルドかつ鮮明な音響で、こうした好条件からクラシック音楽のレコーディングにもよく使われる。基本商圏は、足元の光が丘を中心に半径2～3km圏を設定。北は東武鉄道と東京メトロの和光市駅、南は西武鉄道と都営地下鉄の練馬駅の手前までをカバーする。3km圏には約20万世帯、約40万人が居住。2020年（令和2年）12月のリニューアルを機に、メインターゲットを消費生活の主役である30～40代の子育て世代のママとキッズに据え、サブターゲットは開業当時から光が丘に住む60～70代のシニア層に定めている。なお、商圏範囲は商業環境の変化を受け、開業当初に比べ縮小された。
開業時、中央館3階には東京テアトル運営の映画館「光が丘テアトル西友」が同時開業し、「光が丘テアトル西友1」と「光が丘テアトル西友2」の2館体制で営業していたが、2000年（平成12年）4月9日をもって閉館した。このほか3階に「東京電力TEPCOプラザ」、「NTTテレコムプラザ」、「東京ガスキッチンランド」、4階に「NHK文化センター」が入居したが、いずれものちに撤退した。
名称の「IMA」は「NERIMA」の最後の3文字と「IMAGINATION」の頭文字に、現在という意味の「今（IMA）」から命名された。

### リニューアル
約3年間の準備期間を経て2020年（令和2年）12月に開業以来最大規模のリニューアルを実施した。中央館地下1階～4階の専門店ゾーン約11,500㎡を「イマミセ」として刷新し、「ユナイテッドアローズ グリーンレーベル リラクシング」や「シップス エニティ」など都市型のライフスタイルやトレンド感を取り入れたMDを導入。エントランスと「光の広場」を結ぶメイン道路「IMAストリート」沿いに食物販やカフェを並べ、地下1階の食品ゾーン「イマチカ」の店舗数を増やすなどデイリー性を強化した。4階にはフードホール「IMAダイニング」を新設。パーティールームや子どもが遊べるエリアも備えた。以前からテナントの定期借家契約が終了するタイミングで施設を管理する新都市ライフホールディングスでは、改装やテナントの入れ替えを実施していたが、今回のリニューアルは103店舗のうち53店舗を新店で占める大規模ものとなった。また同時にイベントなどを開く「ひかりの広場」を改修。中央の大階段を撤去し、移動式のステージと大型のビジョンを新設し、外壁やガラス張りの大屋根も修繕している。リニューアル後の全館売上高は2024年（令和6年）3月まで39ヵ月連続で前年を上回り、2023年度の売上高は380億円と目標を大きく超えた。
キーテナントの変遷
当初のキーテナントは、百貨店業態の光が丘西武（西友光が丘西武店）と忠実屋フランツ練馬店。光が丘西武は西友百貨店事業部が手がけた最大規模店舗（売場面積26,000㎡）としてオープン。マーケットニーズを捉えた店づくりの結果、オープン後およそ1ヵ月経過した時点で、予算比114%の売上を上げた。1998年（平成10年）10月、 光が丘西武は西友の百貨店業態大型店における改装第1弾として、「リヴィン光が丘店」へ転換している。
他方、忠実屋フランツ練馬店（売場面積11,200㎡）は、ザ・プレイス（東京・大崎）、ファム（東京・八王子）に次ぐ、忠実屋による第3の新業態店舗として開店した。もっとも、前2店は別組織であったが、フランツは、忠実屋内の1事業部であった。オープン後の売上はほぼ予想通りに推移。1994年（平成6年）3月、忠実屋がダイエーに合併され、ダイエー練馬店として再スタートした際には、車で約10分のダイエー成増店(2019年12月末閉店）同様、PB商品のコンテナ販売に代表される低価格路線の店づくりにシフトした。こののち、ダイエーがイオングループ入りしたことから、2016年3月12日付で店名をイオン練馬店と変更した。
- 開業以降、キーテナントは以下のように変遷している。
  - 1994年（平成6年）3月1日 - 忠実屋が株式会社ダイエーに吸収合併され、忠実屋フランツ練馬店からダイエー練馬店へ変更。
  - 1998年（平成10年）10月 - 光が丘西武、GMS（総合スーパー）業態のリヴィン光が丘店へ転換（リヴィン#新生活百貨店「LIVIN」へを参照）。
  - 2016年（平成28年）3月1日 - ダイエー練馬店が、株式会社ダイエーからイオンリテールストア株式会社へ運営承継[9]。ダイエー傘下よりイオンを経てイオンリテール傘下となり2016年3月9日までダイエー練馬店として営業し、同年3月12日付でイオン練馬店へ変更。

### 光が丘IMA開業の影響
光が丘団地の入居開始は1983年（昭和58年）だが、団地内には長らくまとまった商業施設が存在せず、光が丘IMAの建設予定地付近の更地に、暫定的に小規模な仮設商店街が造られたのみでコンビニエンスストアすらなく、団地建設の進捗に伴う人口急増に比して商業施設の規模や種類は十分とは言えなかった。また当時は鉄道開通前であったこともあり、住民は路線バスや自転車どで成増駅南口の商店街など近隣地区の商店へ「買い出し」に出ることを余儀なくされていた。そのため、光が丘IMAの開業により団地内の生活利便性は大きく向上し、団地住民にとっては待望のショッピングセンター開業となった。

それと表裏一体のように、光が丘IMAの開業は近辺（団地外や区外）の既存商店街にも影響を及ぼした。特に光が丘駅開業前に団地へのバス便の代表的な最寄駅であった成増駅南口商店街では、光が丘団地住民のみならず板橋区内の成増駅周辺の住民の客足をも奪われることとなった。旧来の商店街は大型商業施設の進出に反対する傾向が強かったが、東武東上線成増駅南口から川越街道の営団成増駅付近に広がる商店街で構成する「成増商店街振興組合」では光が丘IMAの開業による影響を受け、行政とも連携して商店街にダイエー成増店の誘致を決定、光が丘IMA開業の翌年となる1988年（昭和63年）6月30日にダイエー成増店が開業した。

## フロア構成

### 中央館

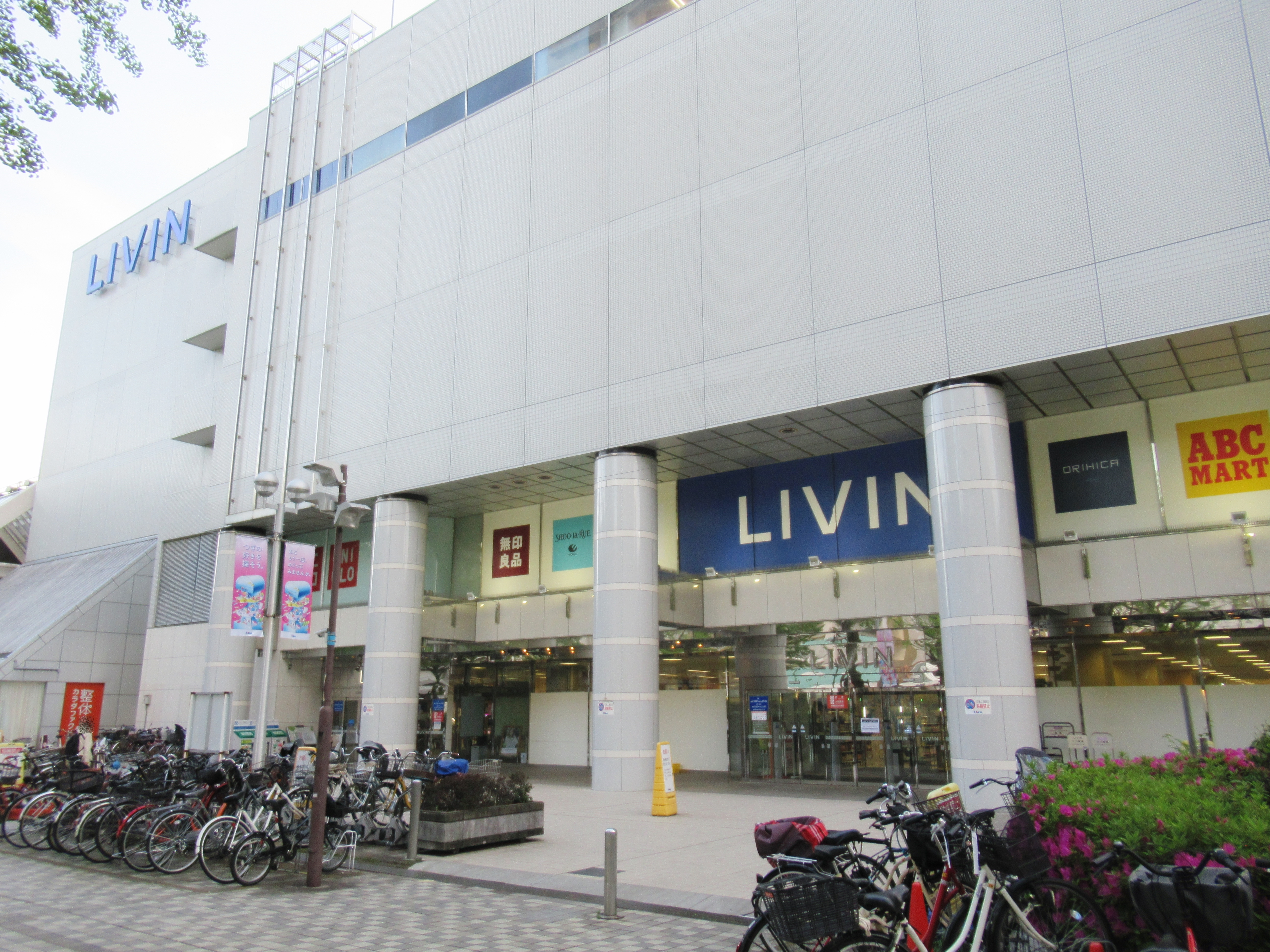
リヴィン光が丘店

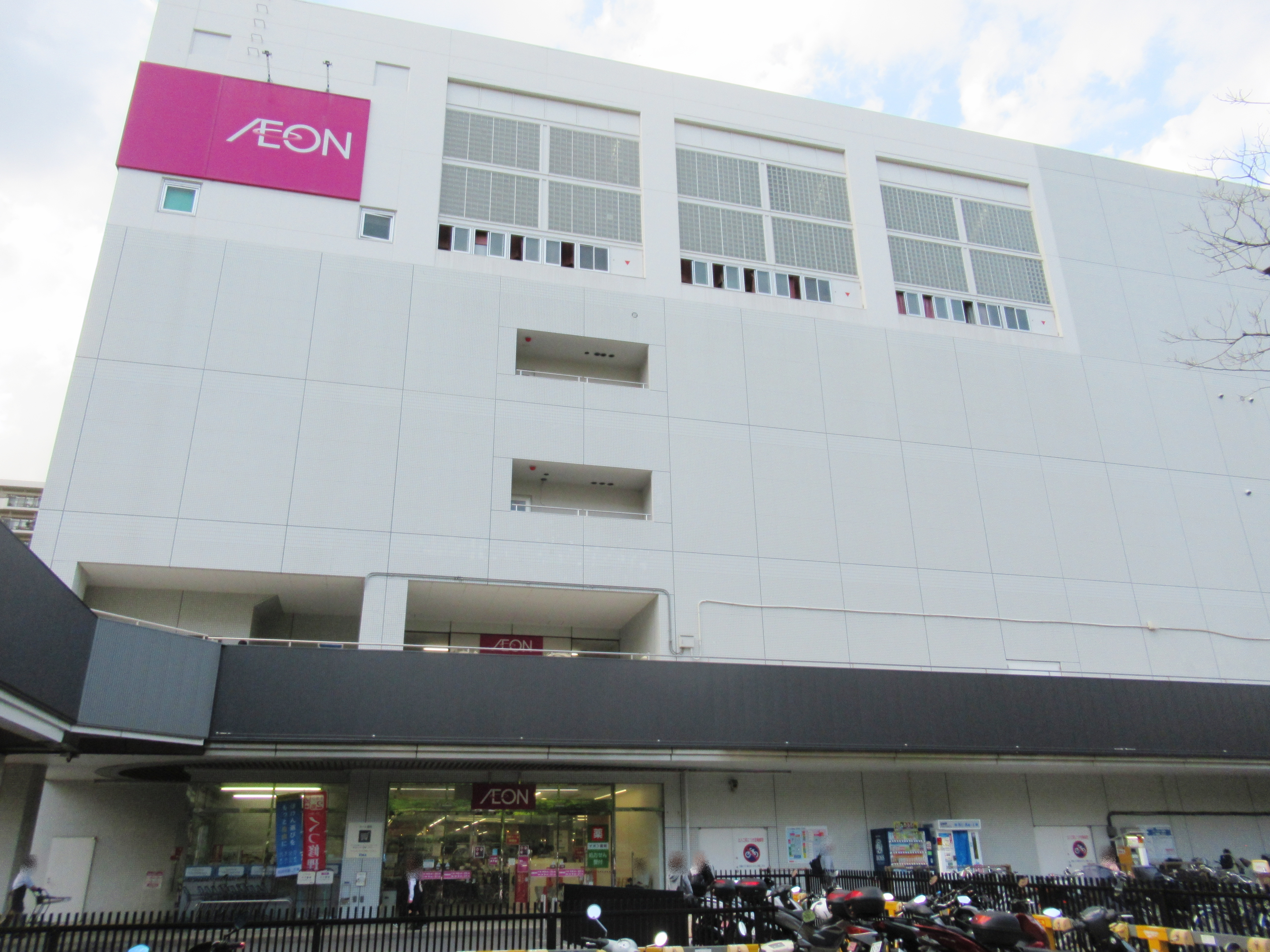
イオン練馬店

| 階  | イオン練馬店                           | リヴィン光が丘店                   | イマミセ                          |
| --- | -------------------------------------- | ---------------------------------- | --------------------------------- |
| 6F  | なし                                   | 専門店のフロア                     | Music In 光が丘（ヤマハ音楽教室） |
| 5F  | なし                                   | 専門店のフロア                     | スポーツクラブNAS                 |
| 4F  | なし                                   | 暮らしのフロア                     | GU IMA DINING                     |
| 3F  | キッズとベビー用品・くらしの品のフロア | ファッションのフロア               | 専門店                            |
| 2F  | ファッション・服飾雑貨のフロア         | くすり・化粧日用品と専門店のフロア | 専門店                            |
| 1F  | ヘルス＆ビューティー・日用品のフロア   | 食料品のフロア                     | 専門店                            |
| B1F | 食品のフロア                           | 駐車場                             | 専門店                            |

### 東館
- 専門店街（主に飲食店）

### 南館
- 光が丘サザン（専門店街）
- ダイソー 光が丘IMA店
- くら寿司 光が丘IMA店

## 交通アクセス

### 鉄道
- 都営地下鉄大江戸線光が丘駅直結

### バス
西武池袋線練馬高野台駅、東京メトロ有楽町線・副都心線平和台駅、東武東上線成増駅などからの路線で「光が丘IMA」または「光が丘駅」下車。国際興業バスおよび西武バスの一般路線バスおよび、練馬区コミュニティバス「みどりバス」が光が丘駅へ乗り入れている。

#### 「光が丘IMA」停留所を経由する一般路線
「光が丘IMA」停留所を経由する路線バスの系統は以下のとおり。
国際興業バス
- 光01・光02・土支田循環：光が丘駅行き
  - 光01：平和台駅経由 練馬北町車庫行き
  - 光02：平和台駅、練馬北町車庫、ときわ台駅入口経由 池袋駅東口行き

西武バス
- 光31・練高03・土支田循環：光が丘駅行き
  - 光31・練高01・練高02：成増駅南口行き
  - 練高01：光が丘駅経由 練馬高野台駅行き
  - 練高02・深夜バス：光が丘駅、練馬高野台駅経由 南田中車庫行き
  - 練高03：光が丘七丁目、練馬高野台駅経由 南田中車庫行き（本数少）

#### 「光が丘駅」停留所を経由する「みどりバス」
上記の一般路線バスのほか「みどりバス」が光が丘駅へ乗り入れる。
練馬区コミュニティバス「みどりバス」
- 保谷ルート（西武バス上石神井営業所が運行）
  - 保谷駅北口 - 光が丘駅経由 - 練馬光が丘病院
- 氷川台ルート（国際興業バス練馬営業所が運行）
  - 練馬北町車庫 - 氷川台駅 - 光が丘駅 - 練馬光が丘病院 - 光が丘公園
  - 光が丘公園 - 練馬光が丘病院 - 光が丘駅 - 練馬駅 - 氷川台駅 - 東武練馬駅入口

### 駐車場
- 併設している駐車場は各館に1個所ずつあり、いずれも自走式である。中央館のみは立体駐車場になっておりセンターと直結されているため、雨天でも濡れずに中央館へ入れる。
- 平日は1,000円以上、土日祝日は2,000円以上の買い物で最大2時間までの無料駐車が可能。